# Centrale de Lieksankoski
La centrale électrique de Lieksankoski (en finnois : Lieksankosken voimalaitos) est une centrale hydroélectrique à Lieksa en Finlande.

## Présentation
Construite pour Enso-Gutzeit en 1960, le long de la rivière Lieksanjoki, la centrale électrique a été conçue par Alvar Aalto. 
Sa chute est de 10,8 mètres et dans les années 1980, elle avait une puissance de 16 MW16 MW..
La centrale de Lieksankoski a été rénovée en 2013 et en 2019. Les renovations ont amélioré l'efficacité énergétique, le respect de l'environnement et la sécurité de fonctionnement de la centrale,,. 
La centrale de Lieksankoski appartient à Kemijoki Oy et sa production annuelle d'énergie est de 76 GWh.
En moyenne, l'énergie annuelle produite par la centrale électrique de Lieksankoski correspond à la consommation électrique annuelle d'environ 11 000 familles de quatre personnes..
L'ascension des saumons de lac et des truites qui se dirigent vers la région de Ruuna depuis le lac Pielinen arrête ici en contrebas de la centrale de Kemijoki Oy.